# Silvano Silvi
Silvano Silvi (San Giovanni in Persiceto, 12 settembre 1936 – Bologna, 4 luglio 2020) è stato un cantante italiano.
Leader del complesso Gli Erranti, con cui ha inciso quasi tutti i dischi, è stato uno dei primi cantanti di rock 'n' roll italiano; inoltre la sua Scrivi ti prego, canzone del 1966, è stata con Operazione sole di Peppino Di Capri (dello stesso anno) il primo brano musicale ska italiano.

## Biografia
Appassionato di musica, a causa delle ristrettezze economiche della famiglia si trasferisce a Bologna per cercare lavoro: qui ha l'occasione di formare alcuni complessi con amici, finché non viene notato dal maestro Bellini, capo orchestra di un complesso che si esibisce, dall'inizio degli anni '50, in tutta l'Emilia-Romagna.
Dopo qualche anno forma un suo gruppo, Gli Erranti, con cui propone, oltre a brani propri, alcune reinterpretazioni di rock'n'roll americani; partecipa al concorso La maschera d'oro con Crazy Love (con il gruppo di Fred Buscaglione), e lì viene ascoltato dal maestro Concina e Piero Soffici che, colpiti dalla sua esibizione, lo presentano nel 1959 a Giovanni Battista Ansoldi, che gli propone un contratto discografico con la Primary, per cui pubblica i primi 45 giri, alternando il rock'n'roll con i ritmi latino-americani e con il twist.
Nel 1960 partecipa con Senza amore alla Sei giorni della canzone al teatro lirico di Milano. In agosto canta al casinò di San Remo (Roof Garden) assieme ad artisti come Caterina Valente e Fausto Cigliano in un programma televisivo di Rai Uno, presentando il brano The Madison.
Nel 1961 partecipa al 1º Festival del Rock And Roll.
Con l'avvento del beat si sposta verso questo nuovo genere ed ingaggia come batterista Mauro Gherardi, di soli sedici anni, proponendo dal vivo anche cover dei Rolling Stones.
Il batterista degli Erranti, Mauro Gherardi, dopo aver suonato in altri gruppi come i Tombstones diventa un noto session man, suonando tra gli altri con Lucio Dalla e Luca Carboni.
Nel 1966 incide, sul retro di T'amerò (fino alla fine del mondo), Scrivi ti prego, una delle prime canzoni ska italiane.
Continua ad incidere per tutto il decennio ed anche in quello successivo; sporadicamente compone per altri artisti come Roxy Robinson ed I Paciugo e si dedica al componimento di colonne sonore di film, spot pubblicitari e musiche sottofondo per la televisione (Il primo album per L'Italian Romantic Orchestra, dal titolo "Hero", poi l'album dal titolo Flashback, che include 10 brani per chitarra solista con Gli Erranti). (Nel 1977 You Besides Me, inclusa nell'album Silence And Other Sounds), ed alla fine del decennio incide alcuni brani disco music, tra cui Rocking On The Blue Danube, rilettura di Sul bel Danubio blu di Johann Strauss (figlio) in chiave disco.
Nel 1976 compone la sigla del Motorshow per gli arrangiamenti di Fio Zanotti. Il titolo del brano è Dragster. Sempre nel 1976, con il nome dei Red Blood, incide il disco "Soul Frankenstein" e "soul Dracula" con etichetta Maximus. Nel 1986, pubblica un nuovo disco insieme a Franco Paradise, Per ballare alla grande, dove ritorna alla sua vecchia musica in canzoni come Questo pazzo rock'n'roll, Che bello il twist, È il rock. Dieci anni dopo, pubblica da solista un nuovo album dal titolo "Il meglio deve ancora venire" e nel 2005 esce l'ultimo album dal titolo "Come Dean Martin" (canzone che canta insieme a Michele).
Con l'affermazione delle radio private si dedicherà all'attività di conduttore presso varie emittenti a partire dal 1974 (R.B.M.,  XRadio , dove fu speaker e direttore artistico, Antenna Uno, Radio Bologna International e Ciao Radio); contemporaneamente condusse vari programmi televisivi come "Domenicando" su Telexpress (1988), "Non solo Calcio" su Italia7 Gold e Rete 8 (1994) con la partecipazione di Duillio Pizzocchi e Giuseppe Giacobazzi, nel 1998  "La pulce nell'orecchio" su Nuovarete e dal 1999 al 2013 la sua trasmissione di maggiore successo "Dolceamaro" in onda sulle emittenti Telesanterno, Telecentro ed Odeon Tv; nel cast erano presenti : Giuseppe Giacobazzi, Duillio Pizzocchi, Nadia Toffa, Mario e Pippo Santonastaso. Si è avvalso della collaborazione della giornalista Marzia Di Sessa; e poi ancora Eraldo Turra (Gemelli Ruggeri) ed il gruppo "Fuori come i Balconi", Luca Ruggeri, Stefano Nosei, Il Mago Simon, Francesca Giannuzzi, Gianfranco Kelly, Piergiorgio Farina, Maurizio Cevenini, Silvia Cassetti, Diego Angeloni , Angela Zanfino, Veronica e Malandrino, il cantante Michele, Il Maestro Giancarlo Trombetti, Sandro Comini, Piero Balleggi (tastierista), Mimmo Ciulla (Lo Scozzese) e gli inseparabili Franco Paradise e Claudia Raganella.
Nel 2009 Angelo Zabbini, tastierista degli Erranti, ha pubblicato il libro Gli Erranti: ritratto di una band degli anni '60, in cui ripercorre la storia di Silvi e del suo gruppo; al volume è inoltre allegato un CD che raccoglie alcune delle canzoni incise nel corso degli anni da Silvano Silvi e dal gruppo.
Nel 2016 Silvano Silvi ha pubblicato un libro autobiografico dal titolo "La mia vita dolceamara" casa editrice Bolognese ISBN 978-88-99149-04-8, presentato a San Giovanni in Persiceto, in occasione del suo ottantesimo compleanno.

## Gli Erranti(prima formazione dal 1959 al 1964)
- Silvano Silvi: voce, basso
- Mario De Vigna: chitarra, vocalist
- Vito Macchi: lead guitar
- Franco Gnani: sax
- Tonino Gentili: batteria
- Walter Roncagli: piano

## Gli Erranti(seconda formazione dal 1964 al 1976)
- Silvano Silvi: voce, basso
- Mario De Vigna: chitarra, vocalist
- Angelo Zabbini: pianoforte, tastiera (dal 1964)
- Dino Sabatani: sax contralto e tenore, clarino
- Adriano Mei: sax contralto e tenore
- Pascal Lafayette : sax
- Fosco Freni : sax
- Giancarlo Bastia: lead chitarra
- Lele Venturelli: batteria (fino al 1965)
- Mauro Gherardi: batteria (dal 1965)
- Giuliano Cattani: batteria e vocalist
- Roberto Villani: tastierista
- Renzo Dondi sax tenore flauto
- Francesco Guazzaloca Batteria
- Guglielmo Guerzoni Sax

## Discografia parziale

### 45 giri
- 1959: Miss memory&Disintegrato (Primary, CRA 91783)
- 1959: Pity pity/My true love (Primary, CRA 91785)
- 1960: Mary Mary/I treni (Primary, CRA 91791)
- 1960: Senza amore/Monica (Primary, CRA 91798)
- 1961: Al Madison Square/Meglio il madison (Primary, CRA 91801)
- 1962: Caminito/Lavati (Primary, CRA 91834)
- 1963: Stella d'argento/Rinki Dink (Alfa Record, NP 402)
- 1963: Tenendoti per mano/Tu lo sai (Alfa Record, NP 403)
- 1965: Angel/Mary (Harlem, EMA 197/198; solo sul lato A, a nome Gli Erranti; lato B cantato dai Blackmen)
- 1966: Ehi! Tu cosa vuoi/Dove un di c'eri tu (Saphir, SA 334)
- 1966: T'amerò (fino alla fine del mondo)/Scrivi ti prego (Edig, GA 8451)
- 1967: Qualunque cosa succeda/Io sono l'ultimo (Edig, GA 8465)
- 1970: Fra di noi/Se ognuno di noi
- 1970: Angel/Lui ama
- 1971: Funny wife/Flash back (Emiliana Records, EM 247; il lato A è cantato dai Ping Pong)
- 1977: Rocking On The Blue Danube/Savannah (Maximus, M 26; il lato B è cantato dai Soul Sound Group)
- 1977: Spring Rain/I'Ve Got To Dance (Maximus, M 28)

### 45 giri Flexy Disc
- 1959: Just Young, Guarda che luna, Non potrai dimenticare, The Great pretender,Pity Pity,You are my destiny,Diana (Nuova Enigmistica Tascabile, N 10024)

### 45 giri pubblicitari per la Coca Cola
Nel 1960 e nel 1961 la Primary stampò una serie di 45 giri pubblicitari per la Coca Cola, con cantanti dell'etichetta che eseguivano alcuni successi propri o cover di altri artisti; la sigla della catalogazione era CC, ovviamente riferita alle iniziali dell'azienda.
La copertina, uguale per ogni emissione, raffigurava una fotografia di un gruppo di giovani mentre bevevano la bevanda; questi dischi sono diventati con il tempo una rarità molto ricercata nell'ambito del collezionismo discografico.
Silvano Silvi e Gli Erranti sono presenti in questo disco:
- 1961: Ye ye cha-cha-cha/Guarda che luna (Primary, CC 10, solo sul lato B; lato A eseguito da Michelino e il suo complesso)

### CD
- 1986: Per ballare alla grande (RTI Music, EP 7033 2); con Franco Paradise
- 1997: Il meglio deve ancora venire
- 2005: Come Dean Martin

### CD Compilation
- 2010: Tempi beat - Vol. 3 (on Sale Music; Silvano Silvi e gli Erranti sono presenti con i brani Ehi! Tu cosa vuoi e Dove un di c'eri tu).